# Srednja Sestrica (Vrhovnjaci)
Donja Sestrica (Sestrica Mala) je nenaseljeni otočić u otočju Vrhovnjaci, na pola puta između Lastova i Mljeta, a nalazi se oko 10.7 km istočno od Lastova. Najbliži otoci su Gornja Sestrica (50 metara južno) i Donja Sestrica (10 metara sjeveroistočno).
Dimenzije hridi su otprilike 40 x 15 metara.